# Dändorf

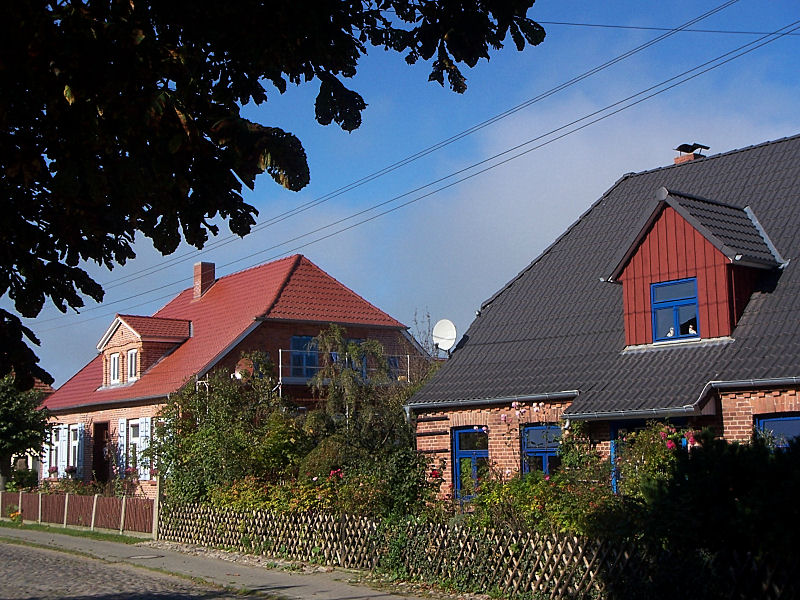
Kapitänshäuser in Dändorf

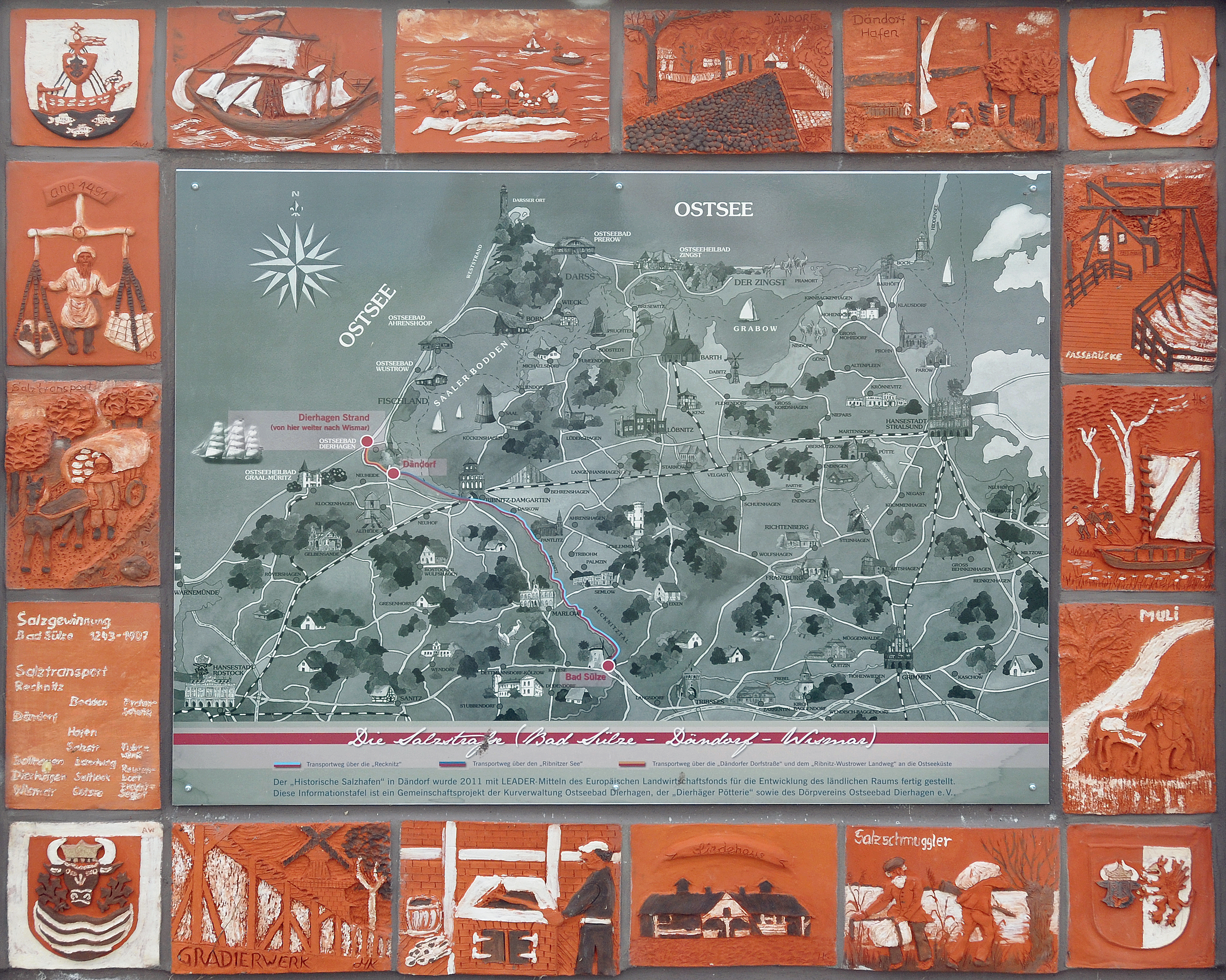
Die Salzstraße von Bad Sülze über Dändorf nach Wismar in den Jahren 1243 bis 1907

Dändorf ist ein Ortsteil des Ostseebades Dierhagen, einer Gemeinde nordwestlich von Ribnitz-Damgarten im Landkreis Vorpommern-Rügen.

## Geschichte

### Mittelalter
Die erste urkundliche Erwähnung von Dändorf stammt aus dem Jahr 1356. In älteren Aufzeichnungen ist auch von Dänendorf, Dendorf oder Dendorff die Rede, was darauf hindeutet, dass es an dieser Stelle bereits im 13. Jahrhundert eine dänische Siedlung gab. Das Suffix -dorf weist dagegen auf eine deutschsprachige Besiedelung hin.

### 18. Jahrhundert

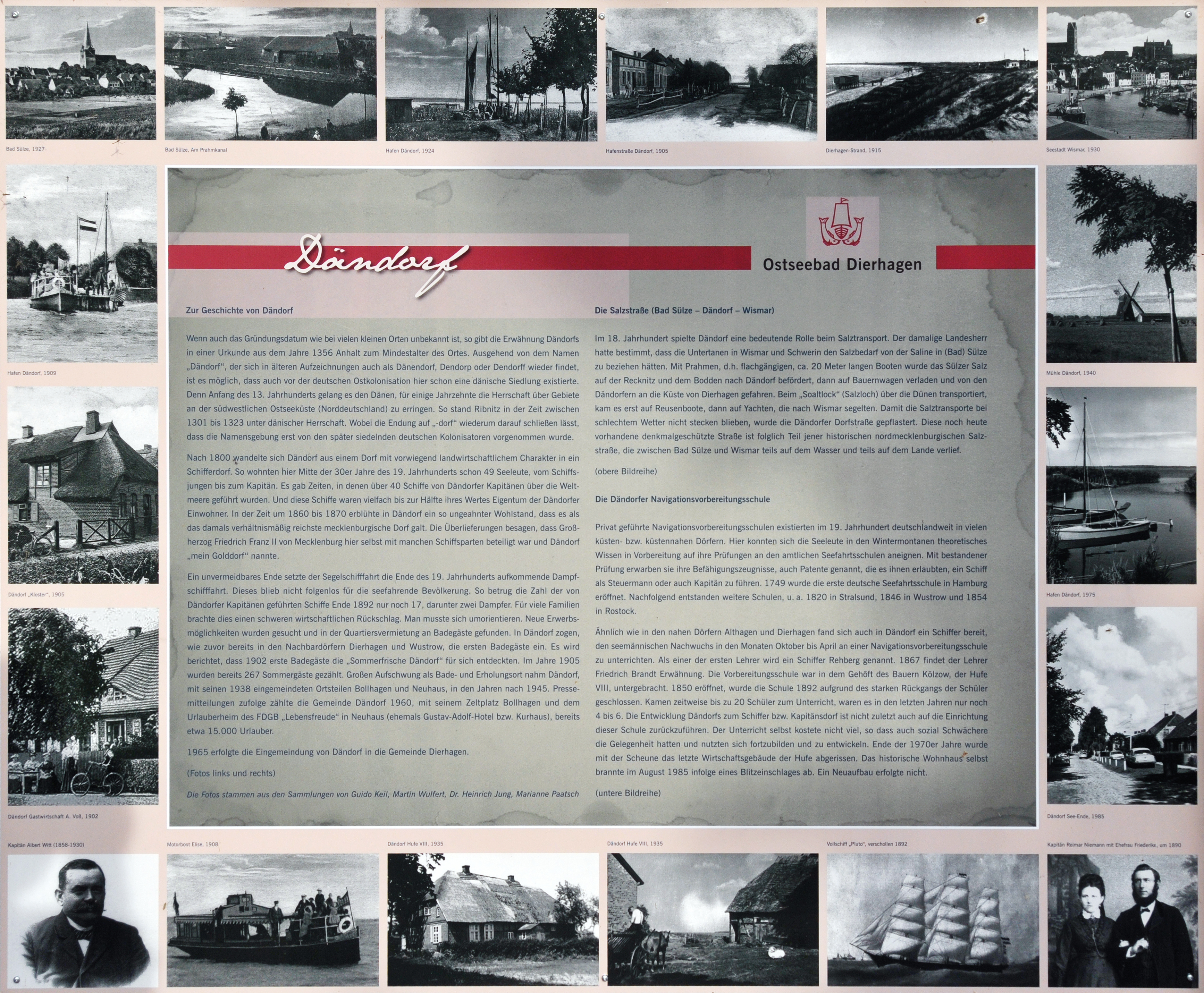
Geschichte von Dändorf, Aushangtafel am Hafen

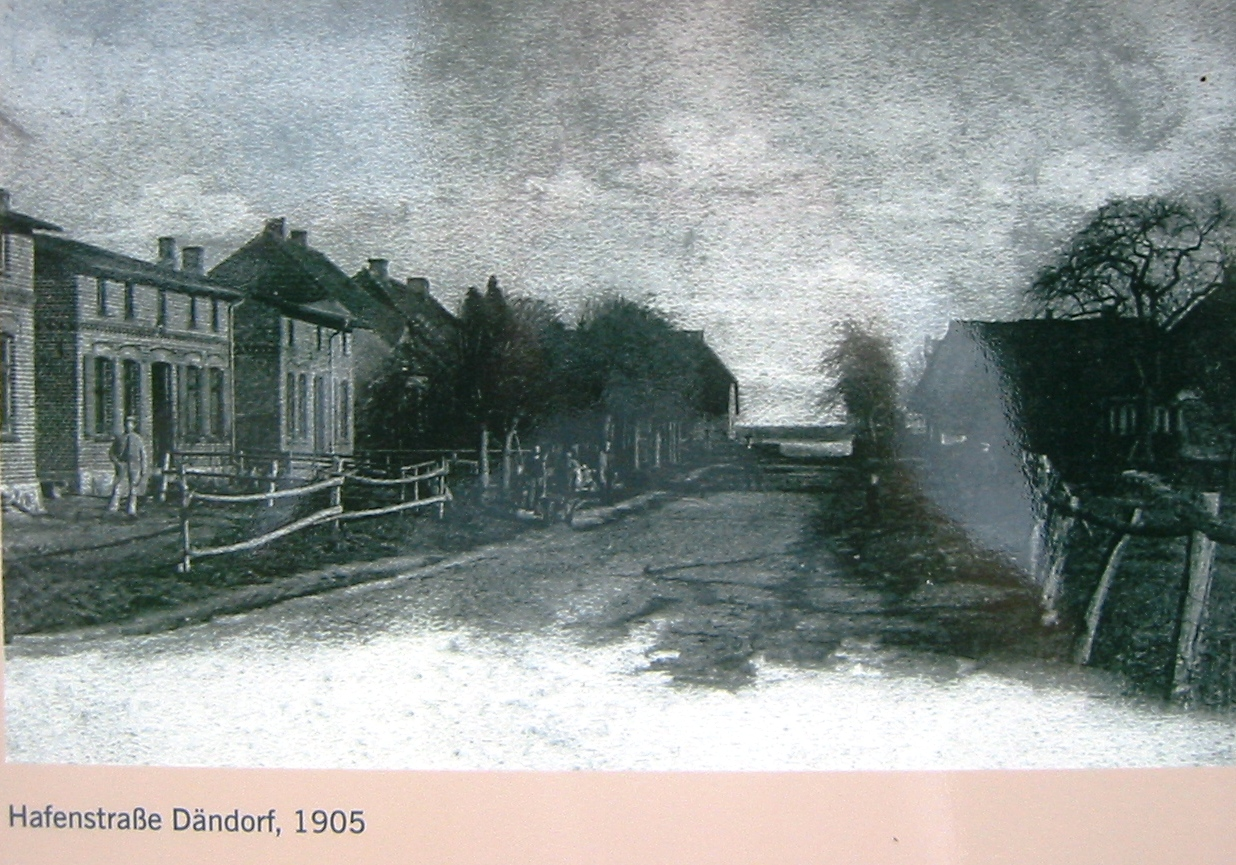
Hafenstraße in Dändorf, 1905

Im 18. Jahrhundert führte die Salzstraße von Bad Sülze über Dändorf bis nach Wismar und Schwerin. Mit flachen, knapp 20 Meter langen Booten (den Prahmen) wurde das Salz auf der Recknitz und dem Saaler Bodden nach Dändorf befördert. Von hier aus ging es mit Karren und später mit Fuhrwerken weiter zur Küste von Dierhagen. Mit Hilfe von Reusenbooten, die später durch Yachten abgelöst wurden, erfolgte der Weitertransport bis nach Wismar. Dändorf profitierte von dieser Funktion als Umschlageplatz. So wurde die Dorfstraße gepflastert, damit die Salztransporte bei schlechtem Wetter nicht steckenblieben. Diese Straße ist heute noch erhalten und als Baudenkmal eingetragen.

### 19. Jahrhundert

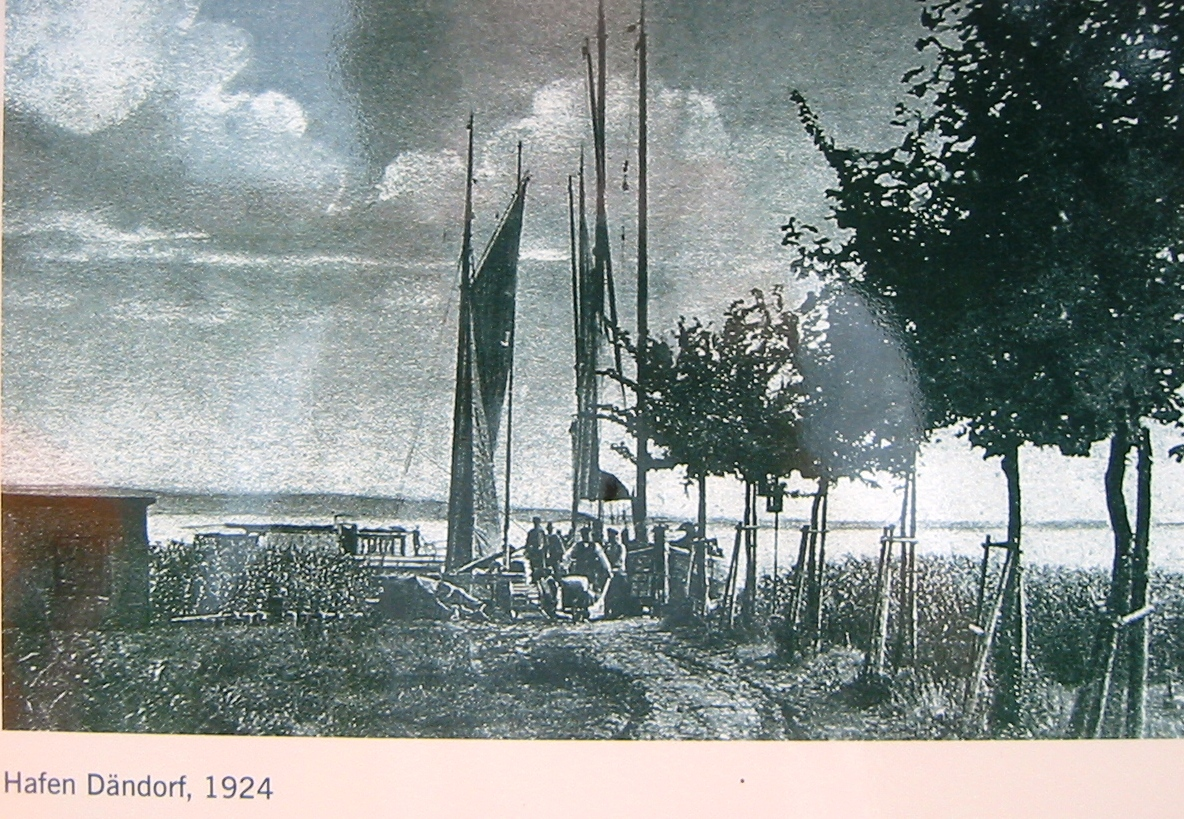
Hafen, 1924

Im 19. Jahrhundert veränderte sich durch die zunehmende Schifffahrt der ländlichen Charakter der Siedlung. In den 1830er Jahren wohnten 49 Seeleute in Dändorf. Seine Blütezeit erlebte es zwischen 1860 und 1870. Zu dieser Zeit galt es als eines der reichsten mecklenburgischen Dörfer. In Überlieferungen ist davon die Rede, dass der Großherzog Friedrich Franz II. Dändorf als „mein Golddorf“ bezeichnete. 1867 entstand die erste privat geführte Navigationsvorbereitungsschule, in denen Seeleute in den Wintermonaten ihr Wissen erlernten, um anschließend ihre Offizierspatente zu erwerben. Die aufkommende Dampfschifffahrt beendete jedoch den Reichtum des Dorfes. 1892 sind nur noch 17 von Dändorfer Kapitänen geführte Schiffe gelistet. Die Schule musste mangels Nachfrage schließen, dennoch ermöglichte sie auch sozial Schwächeren, an dem vergleichsweise preisgünstigen Unterricht teilzunehmen. Das Gebäude wurde 1970 abgerissen; das historische Wohnhaus bei einem Blitzeinschlag und einem nachfolgenden Brand 1985 zerstört.

### 20. Jahrhundert

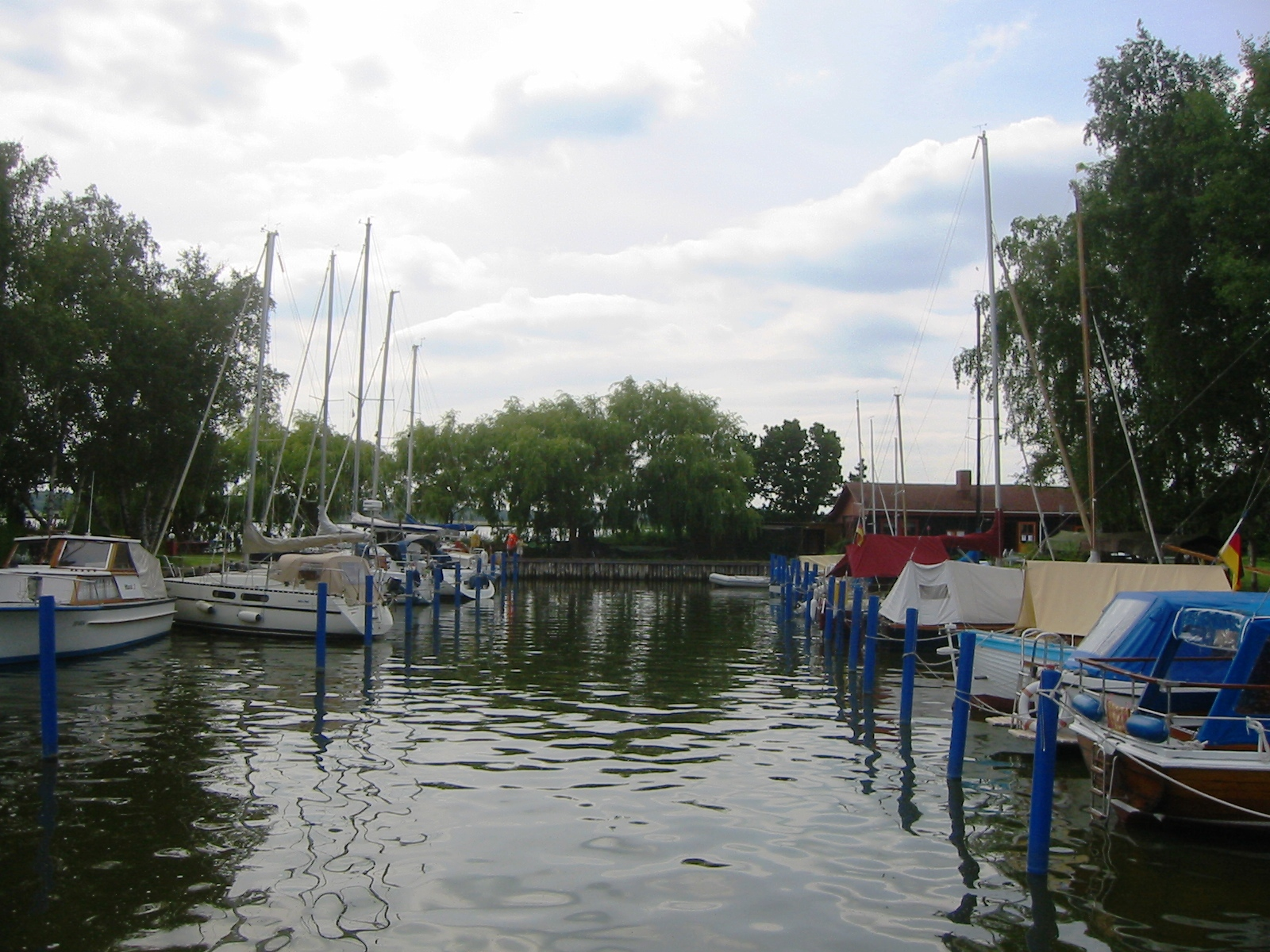
Hafen, 2012

Auf der Suche nach neuen Einnahmequellen orientierte man sich an der aufkommenden Badekultur in Dierhagen und Wustrow und bot ebenfalls Übernachtungsmöglichkeiten an.
Für 1902 sind die ersten Badegäste verzeichnet, drei Jahre später zählte man bereits 267 Sommergäste. 1938 erfolgt die Eingemeindung der Ortsteile Bollhagen und Neuhaus. Nach dem Ende des Zweiten Weltkrieges blühte der Tourismus weiter auf. Durch die Anlage eines Zeltplatzes in Bollhagen sowie eines FDGB-Urlauberheims Lebensfreude in Neuhaus wurden 1960 rund 15.000 Urlauber registriert. 1959 brennt die einzige Windmühle des Dorfes ab, als sich in einem Sturm die Flügel losreißen, heiß laufen und überspringende Funken das Gebäude entzünden.
Im Jahr 1965 wurde Dändorf in die Gemeinde Dierhagen eingemeindet.

## Bauwerke und Denkmale
- Neben der Navigationsschule existierte seit 1811 eine Dorfschule, die 1886 im Zuge eines Neubaus um eine Lehrerwohnung erweitert wurde. Fast 40 Jahre war hier Karl Ahrendt als Lehrer tätig. Im Zuge der Eingemeindung schloss die Schule im Jahr 1966.[1]
- Die Kapitänshäuser in der Dorfstraße 3 und 24 stehen unter Denkmalschutz. Gleiches gilt für das Wohnhaus in der Dorfstraße 31.
- Am Ortseingang befindet sich ein Kriegerdenkmal aus dem Ersten Weltkrieg.

## Persönlichkeiten

### Mit Dändorf verbundene Persönlichkeiten
- Friedrich-Wilhelm Fretwurst (* 1936), Maler und Grafiker
- Antje Fretwurst-Colberg (* 1940), Malerin und Grafikerin